# فرودگاه نیو هلفا
 فرودگاه نیو هلفا (به انگلیسی: New Halfa Airport) یک فرودگاه با کد یاتا NHF است . این فرودگاه در شهر نیو هلفه کشور سودان قرار دارد .